# 조르디 (가수)
조르디 르무와느(프랑스어: Jordy Lemoine 1988년 1월 14일 - )는 프랑스 생제르맹앙레 출신의 가수이다.
조르디는 만 4세 6개월 되던 해인 1993년 Dur dur d'être bébé(아기짓도 못해먹겠군)라는 곡으로 싱글차트 1위에 올라, 세계 최연소 가수라는 타이틀로 기네스 북에 실렸다. 조르디의 곡은 프랑스에서 약 200만장이 팔렸으며, 유럽, 브라질, 볼리비아, 한국, 일본 등에서 선풍적 인기를 끌었다. 또한 미국 빌보드 싱글 차트에서는 58위를 차지했다.
그러나 이듬해인 1994년에 프랑스 정부는 만 6세 되던 조르디의 TV및 라디오 방송 출연을 금지했으며, 부모에게 아동 노동력 착취 혐의를 적용했다. 노동 착취에 대한 소문은 르무와느 가족이 연, 어린이 관광객을 타깃으로 한 "조르디 농장" 때문에 더더욱 커졌다 (이 농장은 결국 실패하였다). 1996년에 조르디의 부모는 이혼하고 조르디는 학교로 돌아갔으며, 나중에는 부모 양육권에서 벗어났다.
사춘기를 거쳐 성인이 된 조르디는 다시 방송 활동에 관심을 보이고 있다. 조르디는 2005년 4월 30일 프랑스 TV쇼인 《라 페르므 셀레브리떼 2》에 출연했으며, 이것은 거의 10년 만의 방송출연이었다. 조르디는 결국 2005년 6월 28일 이 쇼의 최종 우승자가 되었다.
2006년 2월 28일 그는 12년 만에 그의 첫 새 싱글앨범인 Je t'apprendrai를 발표했다.

## 디스코그라피
- Pochette surprise (Surprise Pocket) (1992)
- Potion magique (Magic Potion) (1993)
- La Récréation (1994)
- Surprise Partie (Never Released)
- DJ Jordy (Never Released)
- Je t'apprendrai (2006)